# Вае
Вае (итал. Vaie, пьем. Vaje, франкопров. Vàjes, фр. Vaye) — коммуна в Италии, располагается в регионе Пьемонт, в провинции Турин.
Население составляет 1430 человек (2008 г.), плотность населения составляет 204 чел./км². Занимает площадь 7 км². Почтовый индекс — 10050. Телефонный код — 011.
Покровителями коммуны почитаются святой Панкратий Римский, празднование 12 мая, и святая Маргарита Антиохийская.

## Демография
Динамика населения:

## Администрация коммуны
- Официальный сайт: http://www.comune.vaie.to.it/